# Dmitry Pavlovich Grigorovich
Dmitry Pavlovich Grigorovich, em russo: Дмитрий Павлович Григорович em cirílico,foi um engenheiro aeronáutico soviético , diretor do escritório de mesmo nome técnico ( OKB )

Grigorovich nasceu em Kiev (agora a capital da Ucrânia ) em 1883, altura em que o território administrativamente dependente do Império Russo. Depois de frequentar a escola secundária, ele decidiu continuar seus estudos no Politécnico da cidade natal. Durante seu tempo no Politécnico ele conhece Igor Ivanovich Sikorsky e projetou seu primeiro avião, o biplano G-1. Durante o período dos estudos também mudou-se para Liège , na Bélgica, por dois semestres. Ele conseguiu atingir um grau em engenharia em 1909 , movendo-se em breve para St. Petersburg e realizando, 1911-1913, um artigos para a revista de aviação Vestnik Vozdukhoplavanija .
Na primavera de 1913, ele tornou-se diretor técnico da Ersten Russischen Luftfahrtgesellschaft SS Schtschetinin, empresa aeronáutica que tinha adquirido a produção de licença de algumas aeronaves francesas, o Nieuport IV e Farman XVI. A seguir Grigorovich  pode ver seu primeiro hidroavião, quando ele foi contratado para reparar Donnet-Lévêcque franco-construído. Em 1913 coloca ao bom uso da experiência adquirida através da concepção de seu primeiro hidroavião, o Grigorovich M-1 que irá dar origem a uma série de cada vez mais sofisticados tecnologicamente, o " M-5 em 1915 e o" M-9 'l no próximo ano , trazendo conhecimentos avançados de fabricação de aviões russos entre aqueles envolvidos na Primeira Guerra Mundial .

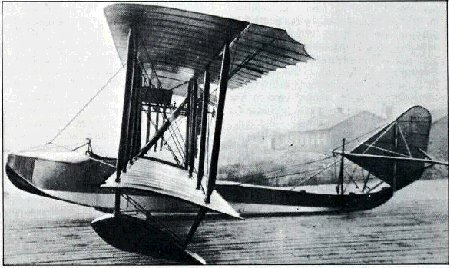
Hidroavião Grigorovich M-5

Em 1 de Julho 1917 , ele fundou sua própria empresa, mas como resultado dos eventos de guerra e políticas relacionadas com o estabelecimento da República Russa e antes da Revolução de Outubro, a sua empresa foi nacionalizada e a produção convertida para a produção de máquinas agrícolas. Grigorovich, em seguida, mudou-se para Sebastopol . Desde 1919, ele trabalhou para as agências governamentais para o desenvolvimento da aviação soviética, e em 1922 tornou-se chefe na fábrica No.3 Krassny Lotschik , onde, em 1923, foi feito o seu modelo de última hidroavião, o " M-24 . No mesmo ano ele lançou seu primeiro avião de combate , o " I-1 , que, embora se manteve na fase de protótipo dará origem a todos" I-2 , o primeiro caça para o Planeamento Nacional para ser produzido em massa para alcançar números substanciais.
Entre 1925 e 1926, foi nomeado diretor de ' OMOS de Leningrado , no entanto, em 1 de Setembro 1928 , devido a resultados insatisfatórios considerados foi substituído pelo II Artamonov. O resultado do trabalho realizado durante os vinte anos foi a realização de vários caças, nenhum dos quais foi muito bem sucedida.
Após sua prisão, em 1930 , e a subsequente detenção de 1933 foi contratado pela OKB-49 por Georgy Mikhailovich Beriev OKB a 49. Após a sua libertação Grigorovich desenvolvido algum do seu escritório de design, aeronaves de ataque ao solo partida experimental por Polikarpov R-5 , do LSCH, tsch-1, 2-tsch e Schon. Em 1936, ele dirigiu o Comissário do povo de aeronaves. Ao mesmo tempo, ele se tornou um professor de design de aeronaves e aerodinâmica para Moskovskij aviacionnyj institut (MAI) (Московский авиационный институт (Маи)) em Moscou.
Grigorovich morreu em 1938 de leucemia , em seguida, enterrado no cemitério Novodevichy na capital soviética.